# 阪急千里線
千里線（せんりせん）は、大阪府大阪市北区の天神橋筋六丁目駅から吹田市の北千里駅までを結ぶ阪急電鉄の鉄道路線である。駅ナンバリングで使われる路線記号はHK。
なお、北千里駅まで延伸されるまでは千里山線あるいは千里山支線と呼ばれていた。北千里線と呼ばれることもあるが、正式なものではない。

## 概要
京都線系統の路線の一つ。千里丘陵に広がる千里ニュータウンを縦断し、後述の直通運転路線と合わせて大阪市中心部や繁華街を結ぶ通勤・通学路線である。淡路駅をジャンクションとして、天神橋筋六丁目駅 - 京都河原町駅間及び大阪梅田駅 - 北千里駅間で、終日にわたり京都本線との直通運転が行われている。阪急の支線で、本線と終日にわたって直通運転を行う路線は千里線が唯一である。また、天神橋筋六丁目駅から大阪市高速電気軌道 (Osaka Metro) 堺筋線と相互直通運転を行っており、堺筋線の終点駅である天下茶屋駅まで乗り入れている。
なお、正式な起点は天神橋筋六丁目駅だが、列車運行上は北千里駅から天神橋筋六丁目駅へ向かう列車が下り、逆方向が上りとなっている。
2021年4月1日に開業100周年を迎えた。

## 路線データ
- 路線距離（営業キロ）：13.6 km
- 軌間：1435 mm
- 駅数：11駅（起終点駅含む）
- 複線区間：全線
- 電化区間：全線電化（直流1500 V）
- 閉塞方式：自動閉塞式
- 最高速度：80 km/h[2]
- 車両基地：正雀車庫・工場、桂車庫
- 混雑率：105%（2020年度：下新庄駅→淡路駅間）[4]

## 沿線概況
天神橋筋六丁目駅から千里山駅までは戦前に開業した区間で、急曲線や急勾配が続き、運転上のネックとなっている。例えば、豊津駅 - 関大前駅間には35 km/hの制限速度が設定されている。南千里駅 - 千里山駅間には35 ‰の勾配があり、新型車両を投入するに当たってはこの区間で勾配起動試験を必ず行っている。
千里山駅から北千里駅までは、1963年以降に開通した阪急の鉄道路線の中では最も新しい区間であり、直線的な線形で運行速度も速い。また、当該区間はすべて高架線・掘割またはトンネルからなっており、踏切は一つも設置されていない。南千里駅 - 山田駅間には阪急唯一の山岳トンネルである「千里トンネル」があるが、地下鉄と同様の開削工法で建設されたため構造は地下鉄のものと変わらない。

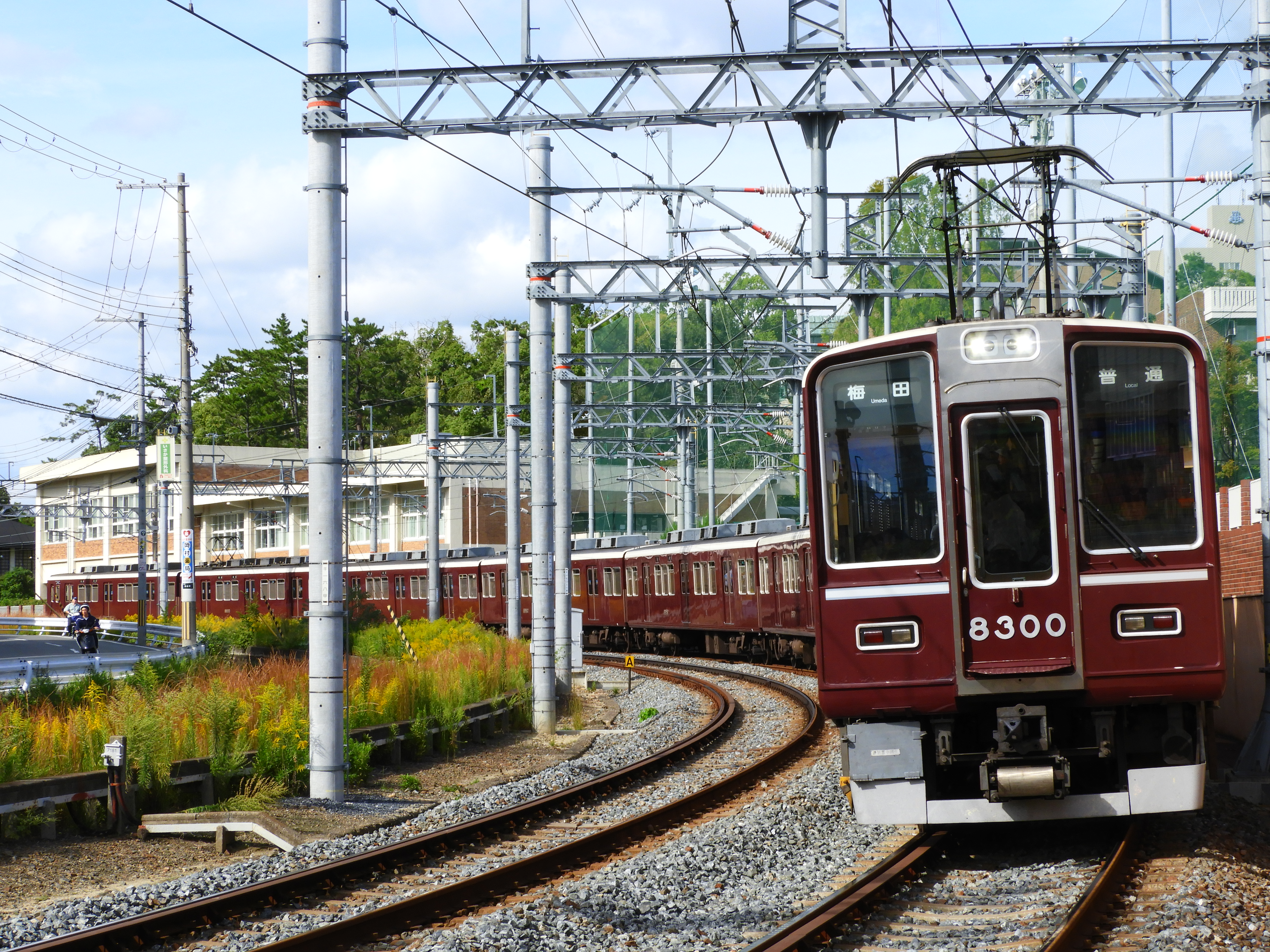
豊津駅 - 関大前駅間の急カーブを走行する8300系
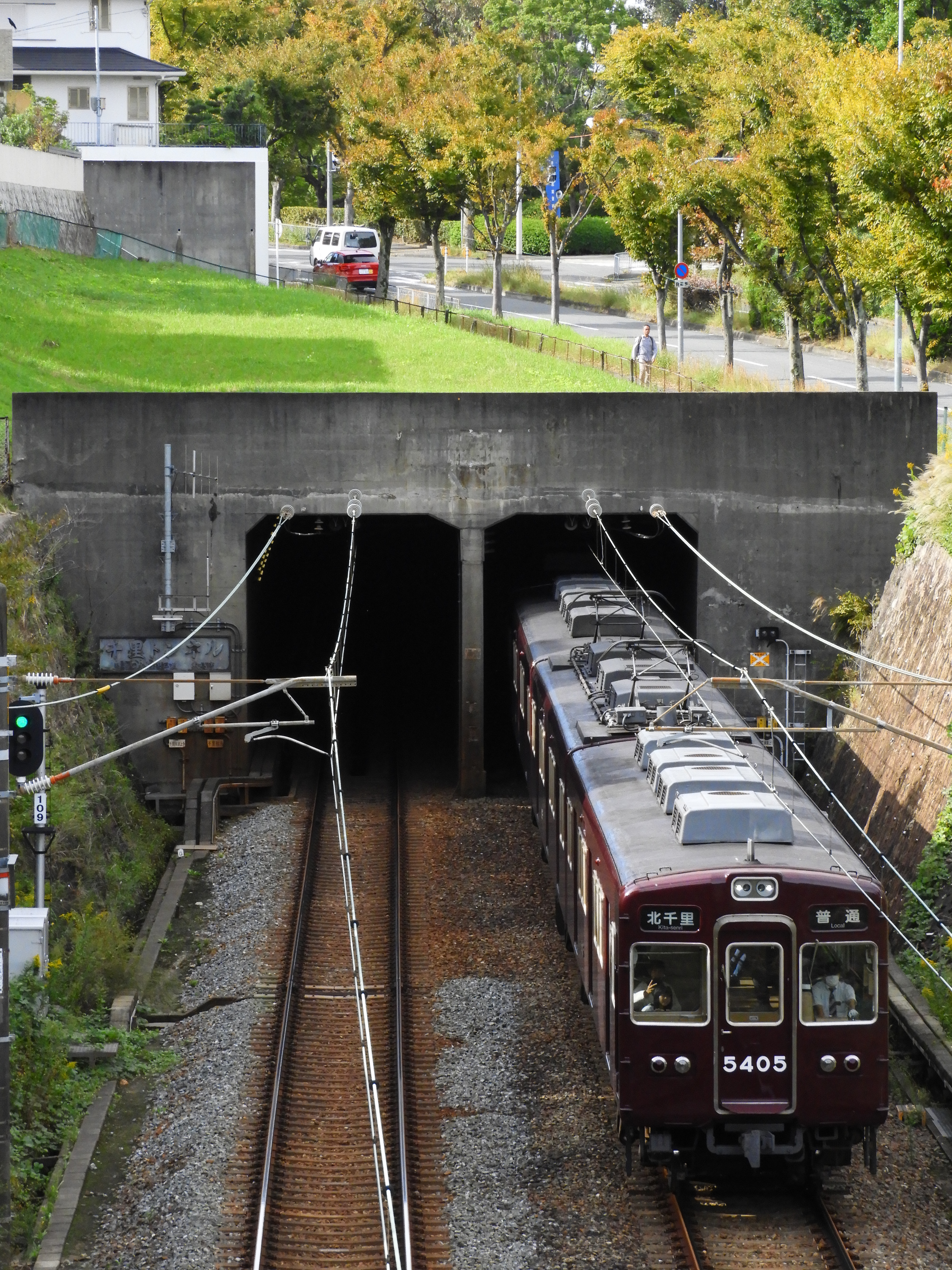
阪急唯一の山岳トンネルである「千里トンネル」

## 運行形態

### 定期列車
ほとんどの列車が以下のように他の路線との直通運転を行っており、千里線内で完結する列車は早朝の淡路発天神橋筋六丁目行き、天神橋筋六丁目発北千里行き、淡路発北千里行きと深夜の北千里発淡路行き、北千里発天神橋筋六丁目行きの数本のみである。千里線内で完結する列車であってもOsaka Metroの車両が充当されることがある。後述の堺筋準急以外はいずれも普通列車である。
|   | 運転区間              | 経由路線 | 経由路線 | 経由路線 |
| - | --------------------- | -------- | -------- | -------- |
| A | 北千里駅 - 大阪梅田駅 | 千里線   | 京都本線 | 京都本線 |
| B | 北千里駅 - 天下茶屋駅 | 千里線   | 千里線   | 堺筋線   |
| C | 高槻市駅 - 天下茶屋駅 | 京都本線 | 千里線   | 堺筋線   |

日中は、AとC、Bと高槻市駅 - 大阪梅田駅間の普通を一組とし、この二組を20分間隔で交互に運転する。それぞれの組は淡路駅で連絡を図る。
朝・夕・夜には天下茶屋駅 - 淡路駅および京都本線正雀駅・茨木市駅・京都河原町駅間の列車や相川発天下茶屋行きも設定されている。
普通列車の運転間隔は列車によってばらつきがある。ラッシュ時は3 - 8分間隔、日中は概ね10分間隔だが土休日の淡路駅 - 天神橋筋六丁目駅間は堺筋準急が運転されるためばらつきが大きく、6 - 14分間隔となる。
また京都本線と堺筋線とを直通運転する速達列車として準急（堺筋準急）が設定されている。平日は朝に下り7本と夕方に上り7本、土休日は昼間に20分間隔で、いずれも全て京都河原町駅発着で運転される。千里線内では柴島駅を通過するが、これが千里線で通過列車が設定されている唯一の駅である。Osaka Metroの車両は京都本線高槻市駅以遠には原則として乗り入れないため、全列車阪急車両が使用される。
堺筋線との相互直通運転を行う前までは天神橋駅（現在の天神橋筋六丁目駅） - 阪急京都駅（現在の大宮駅）間の普通列車も運転されていた（のちに河原町駅〈現在の京都河原町駅〉まで延長）。この運転系統は一時期まったく運行されていなかったが、2011年5月14日のダイヤ改正から天下茶屋発河原町行きの普通列車が設定され、2019年1月19日のダイヤ改正からは京都河原町発天下茶屋行きの普通列車も設定されたため、上下ともこの運行系統は復活している。
2007年3月17日のダイヤ改正前は堺筋準急に代わって急行（堺筋急行）、快速急行（堺筋快速急行）として運転されていた。また、1956年4月までは京都本線の大阪側ターミナルが天神橋駅であったことから、天神橋駅 - 淡路駅間では特急も運転されていた。1959年に同区間が千里山線・千里線の所属になってからは、定期の特急の設定はない。

### 臨時列車

#### 大阪万博輸送列車
1970年に千里丘陵で開催された日本万国博覧会の期間中は、観客輸送のため当時会場最寄り駅として臨時営業していた万国博西口駅へ向けて臨時列車群が運行された。そのうち、運用上特記されるものを記す。
エキスポ準急
梅田駅（現在の大阪梅田駅） - 北千里駅間と地下鉄堺筋線動物園前駅 - 北千里駅間に設定されていた。後者には大阪市交通局（現在のOsaka Metro）の車両も充当されていた。なお、この列車が他事業者の路線ではあるが、地下鉄車両が日本で3番目に優等列車として運行した事例であった。
停車駅
- 梅田駅発着：梅田駅 - 十三駅 - 淡路駅 - 吹田駅 - 関大前駅 - 南千里駅 - 万国博西口駅 - 北千里駅
- 動物園前駅発着：動物園前駅 -（この間各駅に停車）- 天神橋筋六丁目駅 - 淡路駅 - 吹田駅 - 関大前駅 - 南千里駅 - 万国博西口駅 - 北千里駅

エキスポ直通
万国博会場から神戸線・宝塚線に直通した列車で、十三駅の引き上げ線でスイッチバックしていた。運転区間は万国博西口駅 - 十三駅 - 宝塚線宝塚駅間と万国博西口駅 - 十三駅 - 神戸高速線高速神戸駅間であった。
停車駅
- 宝塚線発着：万国博西口駅 - 南千里駅 - 関大前駅 - 吹田駅 - 淡路駅 - 十三駅 - 曽根駅 - 豊中駅 - 石橋駅（現在の石橋阪大前駅） - 池田駅 - 川西能勢口駅 - 雲雀丘花屋敷駅 - 宝塚駅
- 神戸線発着：万国博西口駅 - 南千里駅 - 関大前駅 - 吹田駅 - 淡路駅 - 十三駅 - 園田駅 - 塚口駅 - 西宮北口駅 - 六甲駅 - 三宮駅（現在の神戸三宮駅） - 花隈駅 - 高速神戸駅

#### 嵐山線直通列車
2009年と2011年から2018年までは、春・秋の行楽期に嵐山線へ直通する臨時列車が天下茶屋駅 - 嵐山線嵐山駅間に設定されていた。

## 使用車両
6300系・7000系（京とれいん 雅洛）・9300系を除く正雀車庫所属の京都本線の車両（ロングシート車）が共通で使用され、千里線専用の車両はない。堺筋線直通列車はすべて8両編成で、阪急の車両のほかOsaka Metroの66系も使用される。一方で、大阪梅田発着の列車は8両編成と7両編成が使用されているが、2019年1月改正より、平日ダイヤの日中はすべて7両編成に統一された。2015年で運行を終了した2300系（初代）は堺筋線に入線できないことから、梅田駅 - 北千里駅間で使用されていた。

## 歴史
当線の歴史は、北大阪電気鉄道が1921年に十三駅 - 豊津駅間を開業させたことに遡る。当初から大阪市内への乗り入れを計画していたが、資金難で淀川への架橋ができなかった。そこで、現・崇禅寺駅付近 - 現・吹田駅付近で東海道本線の旧線跡を譲り受け、阪神急行電鉄（阪急）の十三駅に接続することで当座をしのぐこととした。同社は大阪市内での墓地集約からの不足を見越し、沿線で霊園の開発を積極的に行ったため、「墓地電車」の異名を取った。
一方京阪電気鉄道は、京阪本線のバイパスとして大阪 - 京都間で淀川右岸を通る高速新線を計画していた。城東線払下が政治問題化し、大阪側起点を梅田以外で模索していた京阪は、北大阪電気鉄道が持つ天神橋 - 淡路間の免許に目を付けた。五島慶太らの斡旋により北大阪電鉄株式の大半を取得、新京阪鉄道を設立して1923年に同社から鉄道事業の譲渡を受けた。1925年には淀川を渡る天神橋駅 - 淡路駅間を開業して天神橋駅 - 淡路駅 - 千里山駅間を本線として扱うようになり、3年後の1928年には淡路駅から高槻町駅まで、次いで京都西院駅までを開通させて天神橋駅 - 京都西院駅を本線、淡路駅 - 千里山駅を千里山支線、淡路駅 - 十三駅を十三支線として扱うようになった。1930年に新京阪は親会社の京阪電気鉄道に合併し、旧北大阪電気鉄道線については、淡路駅 - 十三駅間が十三線、淡路駅 - 千里山駅間が千里山線となり、さらに1943年には陸上交通事業調整法による交通調整で京阪と阪神急行電鉄が合併し、京阪神急行電鉄（阪急電鉄の前身）の路線となる。合併後の1944年4月より、宝塚本線に乗り入れる形で梅田（現在の大阪梅田）発着の京都方面急行列車が設定される。京阪が再発足して分離した1949年12月の時点では、新京阪線の名称を京都線と改めただけで、各路線の区間には変更がなかった。しかし、第二次世界大戦後の1956年には京都本線の特急は全列車が梅田発着になり、実質的に十三線が本線として扱われるようになっていた。1959年に、梅田駅 - 十三駅間に京都本線用の線路が敷設（手続き上は北野線の再開および宝塚線の増設という扱い）された際に、十三駅 - 淡路駅間が京都本線、天神橋駅 - 淡路駅間が千里山線に所属が変更された。
1960年、千里山駅の北方で開発が計画されていた千里ニュータウンへの交通手段として、千里山線の延長を大阪府から要請された。京阪神急行電鉄は府が要望した千里山駅から南地区センター付近までに加えて、宝塚線の混雑緩和を目的として箕面線桜井駅まで延長する計画を持っていた。1961年12月に千里山延長線（千里山駅 - 桜井駅間）の敷設免許を取得し、翌1962年8月に千里山駅 - 新千里山駅（南地区センター付近、現在の南千里駅）間を第1期工事として着工、1963年8月に開業した。新千里山駅からは北西に向かい、中央地区センター付近を経由して桜井駅に至る経路をとる計画であったが、府は新千里山駅の北方向に位置する北地区センター付近を経由するよう要望した。千里ニュータウン内では東部のみを通ることになる上、宝塚線の輸送改善としては遠回りになることからこれに抵抗し、北地区センター付近へは別で敷設免許を取得してこれを支線とする計画に落ち着いた。1965年1月に新千里山駅 - 北千里山駅（北地区センター付近、北千里駅として開業）間の敷設免許を取得し、同年12月に着工、1967年3月に開通した。開通と同時に路線名を千里線に、新千里山駅を南千里駅に改称した。北千里駅では日本初の本格的な自動改札機が導入された。
一方で、大阪市は1963年に地下鉄1号線（現在のOsaka Metro御堂筋線）を千里ニュータウンまで延長する計画を策定していた。この計画路線は日本万国博覧会（大阪万博）に合わせて整備されることになったが、協議の末、京阪神急行電鉄が中心となって設立した北大阪急行電鉄が大阪市外の江坂駅以北の建設運営を担うこととなった。これにより中央地区センター付近に鉄道が乗り入れることとなり、1970年に千里中央駅が開業している。その後、桜井駅に至る計画は宝塚線の輸送力が増強されたことなどから破棄され、南千里駅 - 桜井駅間の敷設免許は1972年12月に失効した。
京阪神急行電鉄は1950年代後半に天神橋駅から国鉄天満駅への延長を計画していた。1956年9月から1958年3月にかけて都市交通審議会大阪部会が行った審議では、大阪市と民営鉄道の計画路線の競合についても論議され、天神橋駅 - 天満駅間を含めたすべての計画路線を免許すべきとの答申がなされた。また、大阪府の提案を基に「国鉄天満駅から堺筋を経て動物園付近に至るもの」が答申された。その後、地下鉄1号線の混雑が激化する中、1962年度に行われた都市交通審議会大阪部会では地下鉄1号線の混雑緩和およびそのバイパス路線の建設を中心に論議された。京阪神急行電鉄は堺筋を通る路線への乗り入れを表明する一方、それぞれの計画を持つ南海電鉄と大阪市が対立した結果、これら三者での協議に持ち込まれた。数年に亘る協議で最後まで解決を見なかった軌間の調整について大阪陸運局長に裁定を求めた結果、京阪神急行電鉄と大阪市が主張する1435 mmとなり、二者での協議に移行した。相互直通運転に関する基本協定の調停後、京阪神急行電鉄は天神橋駅の地下化など関連工事に着手し、1969年12月の大阪市営地下鉄堺筋線の開業と相互直通運転の開始に至った。これに伴って天神橋駅は大阪市と共同使用の天神橋筋六丁目駅となった。
1970年の大阪万博開催にあたっては、千里線も会場までのアクセスに供されることとなり、南千里駅 - 北千里駅間に万博期間中の臨時駅として西ゲートに直結する万国博西口駅を設置し、北千里駅に引き上げ線と交差渡り線を新設した。阪急各線から前述の臨時列車を運行し、万国博の大量輸送の一端を担った。

### 連続立体交差事業
淡路駅付近7.1 km（うち、千里線は3.8 km）の区間で大阪市が事業主体となった連続立体交差事業（高架化）が行われており、2028年度に高架切り替え、2031年度の事業完了予定である。完成すると、千里線内では11箇所の踏切が除却され、柴島駅と下新庄駅も同時に高架駅となる。
| 神崎川に架かる新神崎川橋梁には、東海道本線時代の橋脚が一部流用されていた。円柱形の橋脚がそれである。 この新神崎川橋梁は、淡路駅付近立体交差事業に伴い、2017年に仮線（左写真奥）に切り替えられている。 |  | 神崎川に架かる新神崎川橋梁には、東海道本線時代の橋脚が一部流用されていた。円柱形の橋脚がそれである。 この新神崎川橋梁は、淡路駅付近立体交差事業に伴い、2017年に仮線（左写真奥）に切り替えられている。 |
| 神崎川に架かる新神崎川橋梁には、東海道本線時代の橋脚が一部流用されていた。円柱形の橋脚がそれである。 この新神崎川橋梁は、淡路駅付近立体交差事業に伴い、2017年に仮線（左写真奥）に切り替えられている。 |  | |

### 年表
- 1921年（大正10年）
  - 4月1日：北大阪電気鉄道が十三駅 - 豊津駅間を開業[45]。
  - 10月26日：豊津駅 - 千里山駅間が開業[46]。
- 1922年（大正11年）5月1日：豊津駅 - 千里山駅間に大学前駅開業[47]。
- 1923年（大正12年）4月1日：新京阪鉄道が北大阪電気鉄道の鉄道路線を譲り受ける[48]。
- 1925年（大正14年）10月15日：新京阪鉄道が天神橋駅（現在の天神橋筋六丁目駅） - 淡路駅間を開業[49]。同時に淡路駅 - 千里山駅間を複線化し、車両限界も新京阪線仕様となる。
- 1928年（昭和3年）1月16日：全線の架線電圧を600 Vから1500 Vに昇圧。
- 1930年（昭和5年）9月15日：京阪電気鉄道が新京阪鉄道を合併。千里山線となる。
- 1938年（昭和13年）9月15日：花壇前駅を千里山遊園駅に改称。
- 1943年（昭和18年）
  - 10月1日：阪神急行電鉄と京阪電気鉄道が合併し京阪神急行電鉄が発足。東吹田駅を吹田駅に、西吹田駅を市役所前駅に改称。
  - 12月1日：千里山遊園駅を千里山厚生園駅に改称。
- 1944年（昭和19年）
  - 2月1日：天神橋駅 - 柴島駅間の長柄駅廃止。
  - 9月1日：大学前駅休止。
- 1946年（昭和21年）
  - 4月7日：千里山厚生園駅を千里山遊園駅に改称。
  - 6月25日：大学前駅営業再開。
- 1949年（昭和24年）12月1日：京阪電気鉄道が分離。千里山線は京阪神急行電鉄に残存する。
- 1950年（昭和25年）8月1日：千里山遊園駅を女子学院前駅に改称。
- 1951年（昭和26年）4月1日：女子学院前駅を花壇町駅に改称。
- 1959年（昭和34年）2月18日：京都本線の天神橋駅 - 淡路駅間を千里山線に編入。千里山線の列車が梅田駅（現在の大阪梅田駅）乗り入れ開始。
- 1962年（昭和37年）8月10日：千里山駅 - 新千里山駅間第1期延伸工事起工。
- 1963年（昭和38年）8月29日：千里山駅 - 新千里山駅（現在の南千里駅）間が開業。
- 1964年（昭和39年）4月10日：市役所前駅と（旧）吹田駅を廃止し吹田駅開業、花壇町駅と大学前駅を廃止し関大前駅開業。
- 1965年（昭和40年）12月11日：新千里山駅 - 北千里山駅間延伸建設工事起工。
- 1967年（昭和42年）3月1日：新千里山駅 - 北千里駅間が開業し千里線に改称。新千里山駅を南千里駅に改称。
- 1969年（昭和44年）
  - 11月10日：日本万国博覧会アクセスのため南千里駅 - 北千里駅間に万国博西口駅を開設。
  - 12月6日：大阪市営地下鉄堺筋線（現在のOsaka Metro堺筋線）との相互直通運転開始[50]。天神橋駅を移転し天神橋筋六丁目駅に改称。
- 1970年（昭和45年）9月14日：万国博西口駅廃止。
- 1973年（昭和48年）11月23日：万国博西口駅跡の400 m南に山田駅開業。
- 1979年（昭和54年）
  - 淀川治水対策の一環で新淀川橋梁を架け替え。新旧で両岸取付部はほぼ同地点だが、両地点を直線で結ぶ（流れ方向に直交する）ガーダー橋だった旧橋梁に対して、新橋梁は右岸で曲線の線形を描くトラス橋となったため、柴島駅南側の曲線が緩和された。
  - 3月5日：天神橋筋六丁目駅 - 淡路駅間で平日に堺筋急行を運転開始（堺筋線・京都本線河原町方面直通）。
- 2001年（平成13年）3月24日：夕方の堺筋急行を堺筋快速急行に変更。
- 2004年（平成16年）7月1日：大阪市交通局により天神橋筋六丁目駅に駅ナンバリング導入[51]。
- 2007年（平成19年）3月17日：堺筋急行・堺筋快速急行が廃止され、堺筋準急が運転開始。
- 2011年（平成23年）5月14日：土休日の昼間にも堺筋準急が運転開始。
- 2013年（平成25年）12月21日：天神橋筋六丁目駅を除く全駅に駅ナンバリング導入（天神橋筋六丁目駅の駅番号は引き続き堺筋線のものを使用）[52][53]。

## 駅一覧
- 全駅大阪府内に所在。
- 堺筋準急：平日朝夕と土休日昼間運転。堺筋線内では各駅に停車。
- 普通：各駅に停車するため省略。
- 接続路線の ( ) 内の英数字はその路線の駅番号を表す。
- ●：停車、｜：通過。

| 駅番号       | 駅名             | 駅間 営業キロ | 累計 営業キロ | 堺筋準急 | 接続路線 | 所在地 | 所在地 |
| ------------ | ---------------- | ------------- | ------------- | --- | --- | --- | --- |
| 直通運転区間 | 直通運転区間     | 直通運転区間  | 直通運転区間  | 天神橋筋六丁目駅から ○普通・堺筋準急…堺筋線天下茶屋駅まで | 天神橋筋六丁目駅から ○普通・堺筋準急…堺筋線天下茶屋駅まで | 天神橋筋六丁目駅から ○普通・堺筋準急…堺筋線天下茶屋駅まで | 天神橋筋六丁目駅から ○普通・堺筋準急…堺筋線天下茶屋駅まで |
| (K11)        | 天神橋筋六丁目駅 | -             | 0.0           | ● | 大阪市高速電気軌道： 堺筋線（直通：上記参照）・ 谷町線 (T18) | 大阪市 | 北区 |
| HK-87        | 柴島駅           | 2.2           | 2.2           | ｜ | | 大阪市 | 東淀川区 |
| HK-63        | 淡路駅           | 1.3           | 3.5           | ● | 阪急電鉄： 京都本線（一部直通：下記参照） 西日本旅客鉄道： おおさか東線（JR淡路駅: JR-F04） | 大阪市 | 東淀川区 |
| HK-88        | 下新庄駅         | 0.9           | 4.4           | | | 大阪市 | 東淀川区 |
| HK-89        | 吹田駅           | 1.6           | 6.0           | | | 吹田市 | 吹田市 |
| HK-90        | 豊津駅           | 0.9           | 6.9           | | | 吹田市 | 吹田市 |
| HK-91        | 関大前駅         | 0.9           | 7.8           | | | 吹田市 | 吹田市 |
| HK-92        | 千里山駅         | 0.8           | 8.6           | | | 吹田市 | 吹田市 |
| HK-93        | 南千里駅         | 1.6           | 10.2          | | | 吹田市 | 吹田市 |
| HK-94        | 山田駅           | 1.4           | 11.6          | | 大阪モノレール：大阪モノレール線（本線） (16) | 吹田市 | 吹田市 |
| HK-95        | 北千里駅         | 2.0           | 13.6          | | | 吹田市 | 吹田市 |
| 直通運転区間 | 直通運転区間     | 直通運転区間  | 直通運転区間  | 淡路駅から ○普通…堺筋線天下茶屋駅・天神橋筋六丁目駅方面と京都本線京都河原町駅方面、北千里駅方面と京都本線大阪梅田駅方面 ○堺筋準急…堺筋線天下茶屋駅・天神橋筋六丁目駅方面と京都本線京都河原町駅方面 | 淡路駅から ○普通…堺筋線天下茶屋駅・天神橋筋六丁目駅方面と京都本線京都河原町駅方面、北千里駅方面と京都本線大阪梅田駅方面 ○堺筋準急…堺筋線天下茶屋駅・天神橋筋六丁目駅方面と京都本線京都河原町駅方面 | 淡路駅から ○普通…堺筋線天下茶屋駅・天神橋筋六丁目駅方面と京都本線京都河原町駅方面、北千里駅方面と京都本線大阪梅田駅方面 ○堺筋準急…堺筋線天下茶屋駅・天神橋筋六丁目駅方面と京都本線京都河原町駅方面 | 淡路駅から ○普通…堺筋線天下茶屋駅・天神橋筋六丁目駅方面と京都本線京都河原町駅方面、北千里駅方面と京都本線大阪梅田駅方面 ○堺筋準急…堺筋線天下茶屋駅・天神橋筋六丁目駅方面と京都本線京都河原町駅方面 |

1. ↑  他社接続の共同使用駅で、Osaka Metroの管轄駅である。駅番号はOsaka Metro堺筋線としてのもので、阪急としての駅番号は付与されていない。

- 千里線と直通運転する堺筋線との連絡乗車券を購入した場合、梅田駅（東梅田駅・西梅田駅含む）、西中島南方駅と南方駅相互間では直接乗り継ぎできない。後述の南海電鉄との連絡乗車券も同様である。
- 阪急の吹田駅とJR京都線の吹田駅は600 mほど離れている。

### 廃駅
駅名は廃止時のもの。
- 長柄駅（天神橋駅 - 柴島駅間） - 1944年2月1日廃止
- （旧）吹田駅（下新庄駅 - 市役所前駅間） - 1964年4月10日市役所前駅に統合され、市役所前駅は吹田駅に改称
- 花壇町駅（豊津駅 - 大学前駅間） - 1964年4月10日大学前駅との間に設けられた関大前駅に統合され廃止
- 大学前駅（花壇町駅 - 千里山駅間） - 1964年4月10日花壇町駅との間に設けられた関大前駅に統合され廃止
- 万国博西口駅（南千里駅 - 北千里駅間） - 日本万国博覧会会場最寄り駅として1969年11月10日から1970年9月14日まで営業した臨時駅

## 南海電鉄との連絡乗車券・企画乗車券
すべての駅で堺筋線天下茶屋駅経由・南海空港線関西空港駅までの連絡乗車券が発売されている。さらに2011年5月14日からは、線内では北端の北千里駅ならびに京都本線と接続する淡路駅の2駅のみではあるが、既存の関西空港駅までの連絡乗車券よりもさらに割安な「関空アクセスきっぷ」も発売していたが、2023年9月30日に発売を終了した。
南海高野線のフリー乗車券「高野山1dayチケット」の阪急発売分の場合は、阪急・Osaka Metroも乗り放題になるため、南海高野線へのアクセスは天下茶屋駅経由のほか大阪梅田駅経由なども選択可能である。